# 原臺南縣知事官邸
原臺南縣知事官邸，是台灣日治時期建築物，位於臺南市東區。1900年落成時，為臺南縣知事所住的官邸；改制為臺南州後，延用為州知事官邸。官邸自閒置期間開始有行館之用途，最著名的下榻者為裕仁皇太子（後來的昭和天皇）。1998年被指定為臺南市市定古蹟，經歷修復工程後，於2010年起委外招商經營。
官邸採取「和洋二館」的格局，目前僅洋館建築物列入古蹟。官邸在地尚有「時鐘樓」之俗稱。

## 歷史沿革

### 地理背景、縣知事官邸（1900–1901年）
臺灣進入日治時期之初，襲清制設縣，同年（1895年）因全臺尚未平定，改為民政支部；隔年又改回縣。建築物計劃作為時任臺南縣知事今井艮一的官邸，且文獻顯示此為其任內之重大工程。
根據已知臺灣總督府檔案，1899年（明治三十二年）6月已有上工紀錄。官邸洋館先行興建，上樑時間1900年4月，係根據屋架中柱上棟札之紀載；1900年7月方增建和館，兩館皆於同年11月完工，由臺南縣技手明田藤吉監造及設計。國立成功大學建築學系研究團隊根據棟札上之紀錄，始確認官邸落成之年份為1900年。

### 多功能建物、州知事官邸、御泊所（1901–1945年）

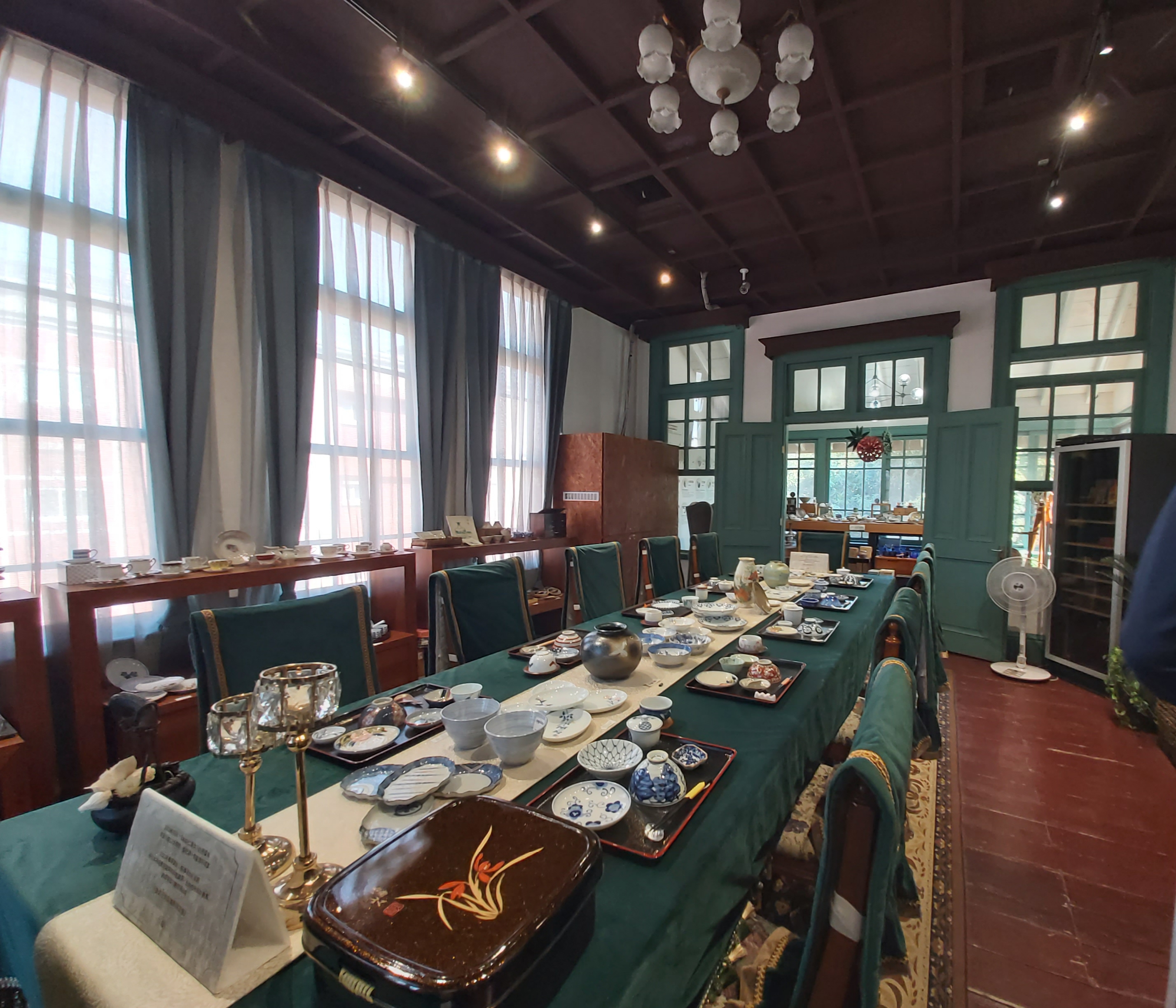
1923年，攝政宮皇太子裕仁親王來訪時使用的起居室，目前佈置為時年舉辦御宴時的復刻場景

1901年11月行政區劃改制，設立臺南廳後，首長官邸搬遷至東北方的前內務部長官舍（今原臺南廳長官邸）。首任廳長為山形脩人。原知事官邸此時期閒置並由臺南廳管理。和館曾借予陸軍，一度作為「旅團長官邸」；洋館曾作為「臺南廳廳員讀書俱樂部」。
1920年（大正九年）行政區劃再度改制，設立臺南州。末任臺南廳長枝德二轉任臺南州知事後，首長官邸再度遷回原知事官邸。
知事官邸亦開始作為總督巡視時的官邸以及皇族造訪時的行館（「御泊所」）。曾住宿於此的皇族包括闲院宫载仁亲王夫婦（1908、1916年）、北白川宮成久王夫婦（1916年）、久邇宮邦彥王夫婦（1920年）。裕仁皇太子訪臺期間，1923年4月20日晚間與隨行的伏見宮博義王居住於此。1920至1930年代之其他造訪者包括秩父宮雍仁親王（1925年）、高松宮宣仁親王（1926年）、北白川宮大妃富子（1926年）、朝香宮鳩彥王（1927年）、久邇宮邦彥王（1928年）、愛國婦人會總裁東伏見宮依仁親王妃周子（1929年）、贺阳宫恒宪王（1931年）、伏見宮博英王（1933年）、軍令部總長伏見宮博恭王（1934年）、昌德宮李王李垠（1935年）、東久邇宮稔彥王（1937年）。
太平洋战争期間，官邸和館東南方增建防空洞，官邸建築物本體並未遭受毀損。亦有研究認為官邸此時具有重要戰略地位。

### 戰後、市定古蹟、修復工程（1945–2009年）
二次大戰後，官邸洋館部分起初由鹽務稅警機關使用，直到約1951年（民國40年）遷出為止。往後數年，陸續有民防指揮部、地政事務所、東區區公所進駐，期間亦常見數單位共同使用。最後，整棟洋館皆先後為軍公教福利中心、臺南市機關員工消費合作社聯合社使用。
臺南市政府1998年6月26日公告此建築物為市定古蹟，範圍僅涵蓋洋館部分，並依當時既有研究判定之興建年份，登錄為「臺南州知事官邸」。有鑑於後續考證成果，2004年5月31日公告修正為「臺南縣知事官邸」之現名。
指定為市定古蹟後，官邸由臺南市政府文化局收回管理。2001年10月15日，由藝術家黃步青、李昆霖、林煌迪、方偉文組成之「前鋒藝術工作室」在此開幕；開幕展邀請來自東京、巴黎的藝術家展出裝置藝術及劇場演出。2002年3月，官邸迎接交流展《海洋錯合—歷史的物殖》，展出澳門藝術家的作品。
臺南市政府2002年委託國立成功大學建築學系進行調查研究及修復計畫，由黃斌教授主持。韓興興建築師事務所2003年獲選從事設計及監造。為求慎重，修復工程分為兩階段進行：第一期工程先進行解體調查；第二期工程再根據前期之結論正式進行工程。兩期工程皆兩度公開招標，最終皆由正宇營造有限公司得標。第一期工程期間建築物四周搭建有參觀平台供研究者及一般民眾使用。第二期工程之原始招標金額經行政院文化建設委員會之半數補助。兩工程之期程及經費如下：
| 工程   | 申報開工日    | 完工日         | 得標金額    | 增加經費   | 結算金額    |
| ------ | ------------- | -------------- | ----------- | ---------- | ----------- |
| 第一期 | 2005年3月29日 | 2006年3月31日  | $11,430,000 | $998,943   | $12,428,943 |
| 第二期 | 2008年1月21日 | 2009年10月29日 | $24,680,000 | $3,344,969 | $28,024,969 |

### 委外再利用（2010年至今）

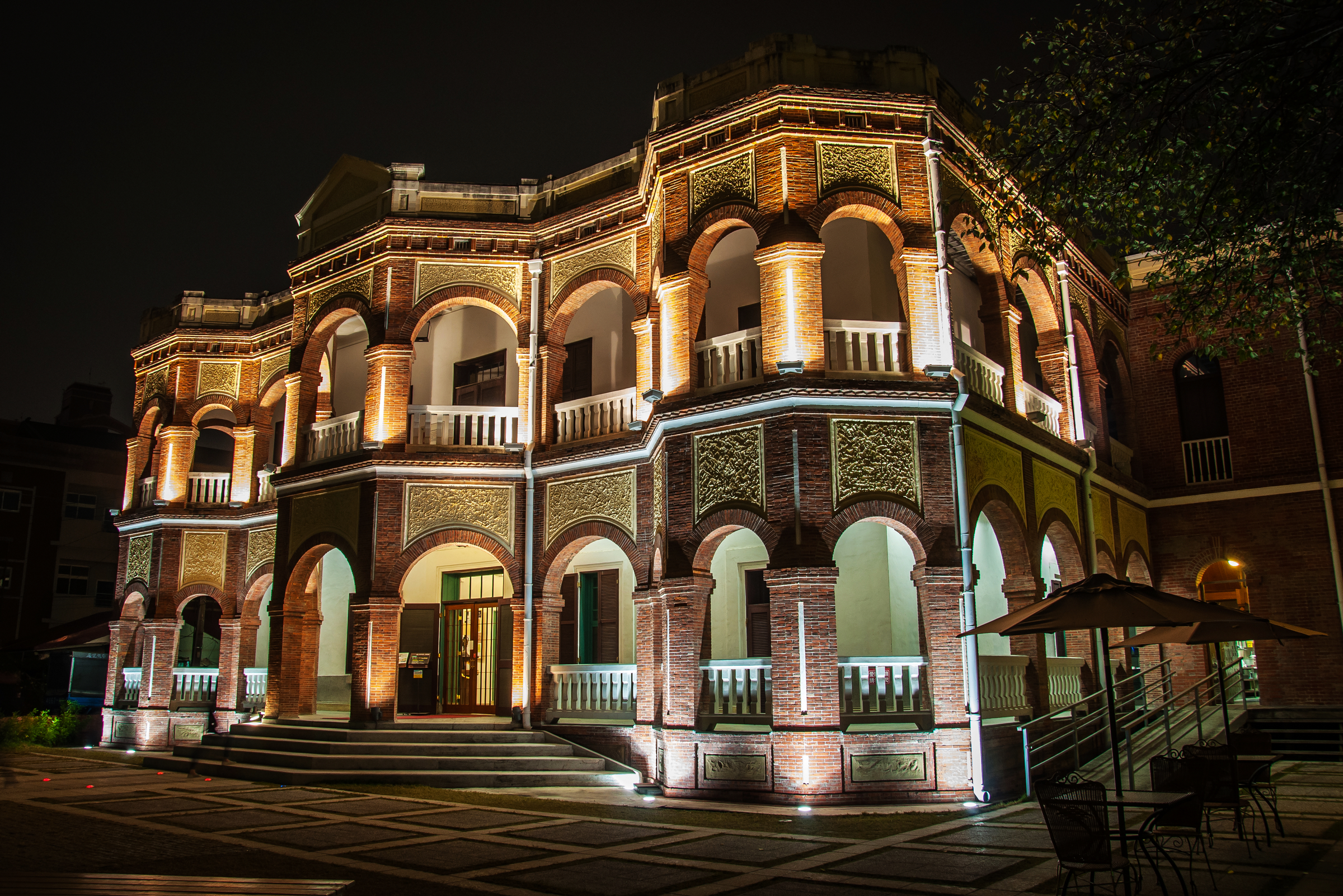
夜晚的原臺南縣知事官邸

關於建築物後續利用之規劃，臺南市政府文化觀光處一度計劃甄選六組設計師團隊進駐，欲建構「文化創意產業平台」。
官邸2011年起經常作為音樂表演場所。財團法人台灣藝術家合奏團文化基金會7月起參與經營，以「知事官邸．音樂會館」為名，並於2011年10月8日開幕，主要作為表演藝術空間。2012年6月28日起，與廚藝家郎毓彬合作，於一樓開設「官邸西菜館」。
高青開發（FOCUS百貨、林百貨經營者）接續經營：一樓開設「1900．食光」餐廳，提供餐飲及下午茶，經營文創商品零售，二樓則開放展覽空間。2015年2月8日重新開幕，活動由臺南市市長賴清德主持。2019年7月29日起，因約期屆滿暫停開放。
高青開發撤出後，官邸閒置近一年。空間設計師呂賢文帶領之安提阿設計2020年得標，並與臺南市政府文化局簽約。以「知事官邸生活館」為名，一樓販賣居家商品、精品及自有品牌商品，並開設有餐館；二樓設置綜合展廳，供演講及展覽使用。
2020年11月8日重新開幕。

## 建築物

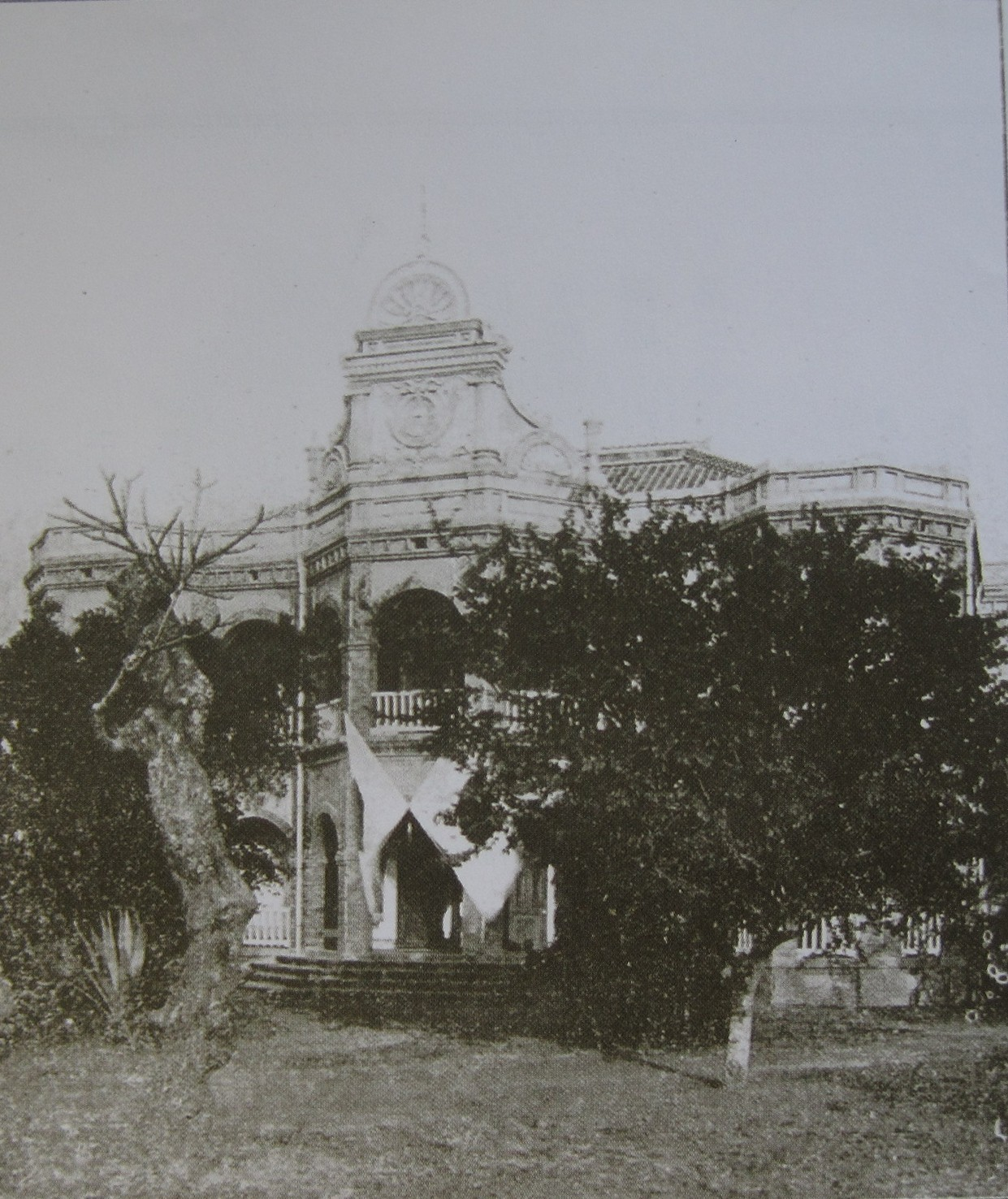
原臺南縣知事官邸，具有第一代巴洛克風格山牆，攝於1908年

原臺南縣知事官邸採取「和洋二館」之格局，為日本明治維新後流行之豪華宅邸型式。兩建築物皆兩層樓高、座東朝西。此官邸和臺灣總督官邸（今臺北賓館）為倖存至今之臺灣日治初期重要首長官邸建築物，且相較後者外觀大致維持竣工落成時之樣貌。
系統性研究展開之前，知事官邸為坊間所知有限並衍生迥異之描述，此現象被歸咎於其作為統治階級迎賓及私人起居用途之本質，非普通民眾所能及。2001年，國立成功大學建築研究所博士候選人陳信安進行之私人研究，始確認縣知事官邸及州知事官邸為同一建築物，並發現「和館」之存在。

### 洋館
洋館建築物落成時平面、立面左右對稱。後續歷經多次增建、改建及修繕，其中東南角之增建追溯至1908年，東北角之增建至少追溯至1923年。洋館建築物四邊拱廊環繞，屬於殖民地迴廊式建築。
洋館入口上方之山牆經歷三種樣式：第一代巴洛克風格山牆將近一層樓高，具有複雜的雕飾；第二代巴洛克風格山牆源自1908至1912年間，其高度顯著降低；今日所見之造型為第三代，建於1930年代，為一簡化的三角楣。
知事官邸在地有「時鐘樓」之別名，普遍接受的說法是原始山牆上的圓形雕飾被誤認為時鐘，雖然亦有地方長者表示確實有嘹亮的鐘響。

### 和館
位於官邸東南側，官方名稱為「附屬判任官舍」，然其規模及空間配置可能逾越該職等官舍之標準。和館建築物一度經歷拆除重建，今日所見者為1920至1923年間所建。

### 引注
1. ↑  國立成功大學建築學系 2002，第一章19頁.
2. 1 2  韓興興建築師事務所 2006，第7頁.
3. ↑  國立成功大學建築學系 2002，第一章32頁.
4. ↑  國立成功大學建築學系 2002，第一章29–36頁.
5. ↑  韓興興建築師事務所 2006，第21–22頁.
6. ↑  韓興興建築師事務所 2006，第8頁.
7. 1 2 3 4 5  國立成功大學建築學系 2002，第一章20頁.
8. 1 2 3  國立成功大學建築學系 2002，第一章22–24頁.
9. ↑  國立成功大學建築學系 2002，第一章25頁.
10. ↑  韓興興建築師事務所 2006，第28頁.
11. 1 2 3  國立成功大學建築學系 2002，第一章25–26頁.
12. ↑  韓興興建築師事務所 2006，第29頁.
13. ↑  國立成功大學建築學系 2002，第一章16–17頁、第五章1–2頁.
14. 1 2 3 4  韓興興建築師事務所 2006，第2頁.
15. ↑  國立成功大學建築學系 2002，第一章28頁.
16. ↑  阮琦雯. . 中華日報. 2001-10-16.
17. ↑  . 中國時報. 2001-10-16.
18. ↑  阮琦雯. . 中華日報. 2002-03-08.
19. ↑  黃秋月建築師事務所 2010，第二章1–2頁.
20. 1 2  黃秋月建築師事務所 2010，前-1、前-2.
21. ↑  韓興興建築師事務所 2006，第3頁.
22. ↑  吳幸樺. . 自由時報. 2008-02-16  [2020-01-20]. （原始内容存档于2020-07-17）.
23. ↑  黃秋月建築師事務所 2010，第二章15–16頁.
24. ↑  舊日皇族行館 台南縣知事官邸修復  中國評論新聞網 2010-04-13（页面存档备份，存于）
25. ↑  姚正玉. . 中華日報. 2010-04-15: B3.[]
26. ↑  . 聯合報. 2011-02-02. （原始内容存档于2011-02-10）.
27. ↑  洪瑞琴. . 自由時報. 2011-04-21  [2024-09-19]. （原始内容存档于2024-09-19）.
28. ↑  孟慶慈. . 自由時報. 2011-05-22  [2024-09-19]. （原始内容存档于2024-09-19）.
29. ↑  . 大紀元時報. 2011-10-05  [2020-01-01]. （原始内容存档于2020-07-17）.
30. ↑  . 中廣新聞網. 2011-10-07 –Yahoo!新聞.
31. ↑  . 臺南市政府. 2011-10-08  [2023-11-19]. （原始内容存档于2023-11-19）.
32. ↑  陳慧明. . 悠遊台灣新聞網. 2012年6月23日  [2012年8月11日]. （原始内容存档于2016年3月6日）.
33. ↑  劉怡伶. . 中廣新聞網. 2012-06-28  [2021-08-18]. （原始内容存档于2012-07-02） –Yahoo!新聞.
34. ↑  . 中國時報. 2012-07-04  [2024-09-20]. （原始内容存档于2024-09-20）.
35. ↑  古秀美. . CITY BEING 樂活城市新聞. 2015-02-08  [2020-01-01]. （原始内容存档于2020-07-17）.
36. ↑  曹婷婷. . 中國時報. 2015-02-09  [2020-01-01]. （原始内容存档于2020-07-17）.
37. ↑  . 人間福報. 2015-02-08  [2024-09-20]. （原始内容存档于2024-09-20）.
38. ↑  . ETtoday旅遊雲. 2015-02-16.
39. ↑  . ETtoday新聞雲. 2015-02-22  [2024-09-20]. （原始内容存档于2024-09-20）.
40. ↑  洪瑞琴. . 自由時報. 2015-02-09  [2024-09-20]. （原始内容存档于2024-09-20）.
41. ↑  . 臺南市政府文化局. 2019-07-22  [2020-01-01]. （原始内容存档于2020-07-17）.
42. ↑  李宜杰. . 中國時報. 2020-07-20  [2021-03-22]. （原始内容存档于2020-10-01）.
43. ↑  . 自由時報. 2020-10-29  [2024-03-23]. （原始内容存档于2024-03-23）.
44. ↑  . 華視新聞. 2020-11-09.
45. ↑  韓興興建築師事務所 2006，第18頁.
46. 1 2  國立成功大學建築學系 2002，第一章1頁.
47. ↑  國立成功大學建築學系 2002，第一章17頁.
48. ↑  國立成功大學建築學系 2002，第一章37–40頁.
49. ↑  國立成功大學建築學系 2002，第一章97–98頁.
50. ↑  國立成功大學建築學系 2002，第一章46–47頁.
51. ↑  韓興興建築師事務所 2006，第25頁.
52. ↑  國立成功大學建築學系 2002，第一章55頁.
53. ↑  韓興興建築師事務所 2006，第17頁.
54. ↑  黃秋月建築師事務所 2010，第一章2–3頁.
55. ↑  國立成功大學建築學系 2002，第一章72–74頁.
56. ↑  韓興興建築師事務所 2006，第25-28頁.
57. ↑  國立成功大學建築學系 2002，第一章26頁.
58. ↑  . 臺南市東區區公所.   [2024-03-23]. （原始内容存档于2024-03-23）.
59. ↑  韓興興建築師事務所 2006，第19頁.
60. ↑  國立成功大學建築學系 2002，第一章49頁.
61. ↑  韓興興建築師事務所 2006，第14頁.
62. ↑  國立成功大學建築學系 2002，第一章54頁.

### 書籍
1. 傅朝卿. . 台南市: 台灣建築與文化資產出版社. 2001年11月: 174頁. ISBN 957-30880-4-5.
2. 范勝雄. . 臺南市政府. 2001-07-01: 80、81頁. ISBN 957-02-2143-7.
3. 國立成功大學建築學系. . 台南市政府. 2002-10.
4. 韓興興建築師事務所. . 臺南市政府文化局. 2006. ISBN 986-00-6308-7.
5. 黃秋月建築師事務所. . 臺南市政府. 2010-09.

## 外部連結
- 官方网站
- 原臺南縣知事官邸 （页面存档备份，存于） 台南旅遊網
- 文化資產查詢：原台南縣知事官邸 （页面存档备份，存于） 台南市文化資產管理處